# Sergei Jurjewitsch Swetlakow

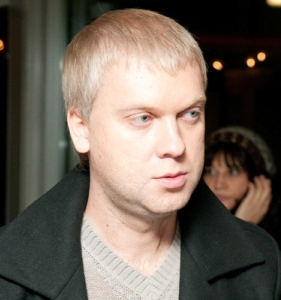
Sergei Swetlakow (2011)

Sergei Jurjewitsch Swetlakow (russisch Сергей Юрьевич Светлаков; * 12. Dezember 1977 in Swerdlowsk) ist ein russischer Komiker und Schauspieler.

## Leben
In seiner Schulzeit war Swetlakow in den Sportarten Fußball, Handball und Basketball aktiv. Im Jahr 2000 absolvierte er die Staatliche Universität für Verkehrswesen des Uralgebiets in Jekaterinburg. Während der Studienzeit war er bereits als Komiker in der Truppe Уральские пельмени (Uraler Pelmeni) aktiv. Berühmt wurde Swetlakow durch seine Teilnahme an den TV-Serien Comedy Club und Nascha Russia.
Swetlakow hat zwei Kinder aus zwei Ehen. Er besitzt ein Haus in Jūrmala, Lettland.